# Washington Square (film)
Washington Square is een Amerikaanse film uit 1997 geregisseerd door Agnieszka Holland. De hoofdrollen worden vertolkt door Jennifer Jason Leigh en Albert Finney.

## Verhaal
Catherine Sloper is stapelverliefd op Morris Townsend. Als ze met hem wil trouwen verzet haar vader zich tegen het huwelijk omdat hij denkt dat Morris enkel met haar wil trouwen voor het geld. Maar Catherine wil haar hart volgen, zelfs al verliest ze daarbij de steun van haar vader op straffe van onterving.

## Rolverdeling
| Acteur               | Personage              |
| -------------------- | ---------------------- |
| Jennifer Jason Leigh | Catherine Sloper       |
| Albert Finney        | Dr. Austin Sloper      |
| Maggie Smith         | Tante Lavinia Penniman |
| Ben Chaplin          | Morris Townsend        |
| Judith Ivey          | Tante Elizabeth Almond |
| Arthur Laupus        | Mr. Almond             |
| Jennifer Garner      | Marian Almond          |
| Robert Stanton       | Arthur Townsend        |
| Betsy Brantley       | Mevr. Montgomery       |
| Nancy Daly           | Maureen                |

## Prijzen en nominaties
1998 - Chlotrudis Award
- Genomineerd: Beste vrouwelijke bijrol (Maggie Smith)